# Tarp (Schleswig-Holstein)

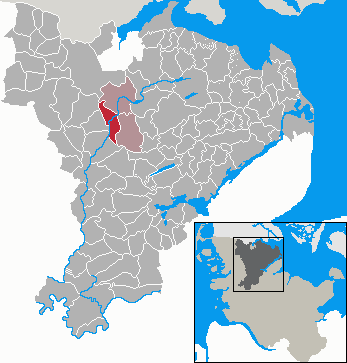

Tarp est une commune de l'arrondissement de Schleswig-Flensburg, dans le Schleswig-Holstein, en Allemagne. 

## Histoire
Tarp a été mentionnée pour la première fois dans un document officiel au XIIIe siècle sous le nom de tadorpp.

## Source
- (de) Cet article est partiellement ou en totalité issu de l’article de Wikipédia en allemand intitulé « Tarp » (voir la liste des auteurs).